# Kronstorfer Messe
La Kronstorfer Messe, WAB 146, est une missa brevis composée par Anton Bruckner en 1843-1844.

## Historique
Bruckner a composé la Kronstorfer Messe, WAB 146, en 1843-1844, alors qu'il était instituteur adjoint à Kronstorf. Cette Messe chorale en ré mineur pour chœur mixte a cappella, était sans doute conçue pour la période de Carême. 
L'œuvre, dont le manuscrit est archivé à l'Abbaye de Saint-Florian, a été créée par Augustinus Franz Kropfreiter le 1er décembre 1974 dans l'église de l'abbaye. La partition est éditée dans le Volume XXI/41 de la Bruckner Gesamtausgabe.

## Composition
L'œuvre est composée de quatre parties :
1. Kyrie - Adagio, ré mineur
2. Sanctus - Adagio, si bémol majeur
3. Benedictus - Andante, fa majeur
4. Agnus Dei - Adagio, fa majeur

Durée totale : environ 5 minutes.
Cette Missa brevis, aussi appelée « Messe ohne Gloria [und Credo] », présente des ressemblances de style avec celui de Palestrina. Elle n'a survécu que dans un état fragmentaire, sans Credo. Le manuscrit, avec, sur la première page, une indication autographe « Sine Gloria », contient deux pages vierges avec une indication autographe qu'elles devaient contenir un Credo en fa majeur,.
Comme le contemporain Asperges me, WAB 4 en fa majeur, l'Agnus Dei en fa majeur contient d'audacieuses modulations.

### Note
Le Sanctus a été réutilisé, légèrement modifié, pour la suivante Messe für den Gründonnerstag.

## Discographie
Il existe deux enregistrements de la Kronstorfer Messe :
- Jussi Kauranen, chœur de garçons Pirkanpojat, Tampere (Finlande), Tuhansin Kielin – CD PPCD 02, édité par le chœur, 1998[6]
- Sigvards Klava, Latvian Radio Choir, Bruckner: Latin Motets – CD Ondine OD 1362, 2019

## Sources
- Anton Bruckner – Sämtliche Werke, Band XXI: Kleine Kirchenmusikwerke, Musikwissenschaftlicher Verlag der Internationalen Bruckner-Gesellschaft, Hans Bauernfeind et Leopold Nowak (Éditeurs), Vienne, 1984/2001
- Uwe Harten, Anton Bruckner. Ein Handbuch. Residenz Verlag, Salzbourg, 1996.  (ISBN 3-7017-1030-9).
- James Garrat, Palestrina and the German Romantic Imagination, Cambridge University Press, Cambridge, 2004.  (ISBN 0-521-80737-9)
- John Williamson, The Cambridge Companion to Bruckner, Cambridge University Press, Cambridge, 2004.  (ISBN 0-521-80404-3)
- Cornelis van Zwol, Anton Bruckner – Leven en Werken, Uit. Thot, Bussum, Pays-Bas, 2012.  (ISBN 978-90-6868-590-9)